# Internationale Filmfestspiele Berlin 2014
Die 64. Internationalen Filmfestspiele Berlin (Berlinale) fanden vom 6. bis 16. Februar 2014 statt. Die Festspiele standen zum 13. Mal unter der Leitung von Dieter Kosslick. Der Goldene Bär für den besten Film im internationalen Wettbewerb ging an den chinesischen Regisseur Diao Yinan und seinen Film Feuerwerk am helllichten Tage (Bai Ri Yan Huo).
In den offiziellen Sektionen, darunter der Internationale Wettbewerb, wurden ab Dezember 2013 die ersten Filmbeiträge bekanntgegeben. Eröffnungsfilm war Grand Budapest Hotel von Wes Anderson. Wie im Vorjahr wurde die Eröffnungsgala von Anke Engelke moderiert und von 3sat im Fernsehen übertragen.
Bereits im November 2013 wurde bekanntgegeben, dass der britische Regisseur Ken Loach den Goldenen Ehrenbären für sein Lebenswerk erhalten wird. Mit der Berlinale Kamera wurde Filmproduzent Karl Baumgartner ausgezeichnet, der kurz nach der Ehrung im März 2014 verstarb.

## Offizielle Sektionen

### Internationaler Wettbewerb

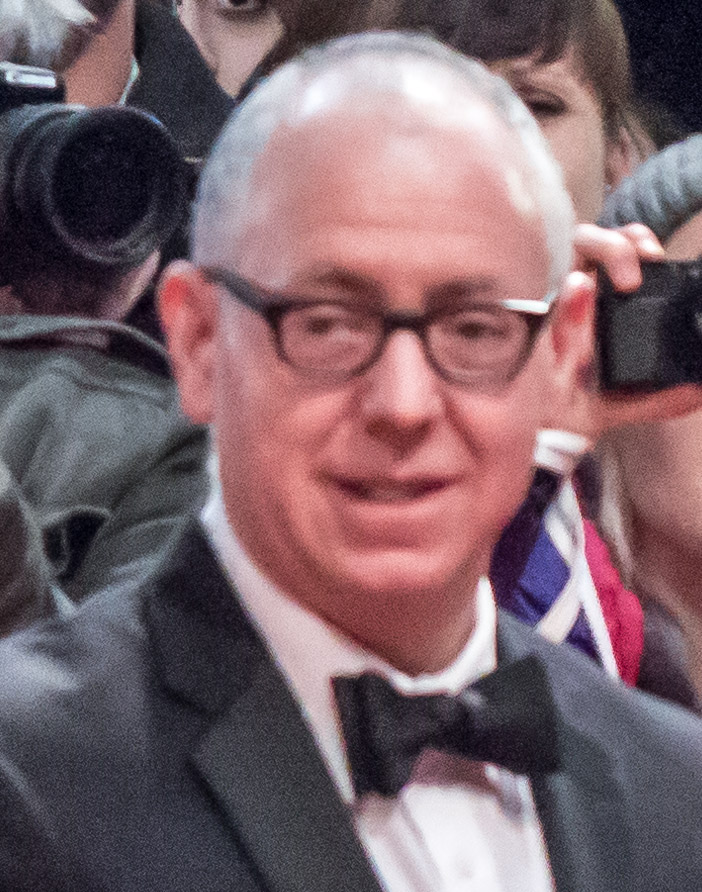
Jury-Präsident James Schamus

#### Internationale Jury
Die Zusammensetzung der internationalen Jury wurde am 14. Januar 2014 bekanntgegeben. Jury-Präsident war der amerikanische Produzent James Schamus. Ihm zur Seite standen die amerikanische Produzentin Barbara Broccoli, die dänische Schauspielerin Trine Dyrholm, die iranische Filmemacherin und Künstlerin Mitra Farahani, die amerikanische Schauspielerin Greta Gerwig, der französische Filmemacher Michel Gondry, der chinesische Schauspieler Tony Leung und der österreichische Schauspieler Christoph Waltz.

#### Filme
Im Wettbewerbsprogramm wurden 23 Filme gezeigt, von denen 20 am Wettbewerb um den Goldenen und die Silbernen Bären teilnahmen, die anderen drei liefen außer Konkurrenz. Dabei handelte es sich um 18 Weltpremieren und drei Spielfilmdebüts. Vier Wettbewerbsfilme kamen aus Deutschland und damit so viele wie seit 2006 nicht mehr: Die geliebten Schwestern von Dominik Graf, Jack von Edward Berger, Kreuzweg von Dietrich Brüggemann und Zwischen Welten von Feo Aladağ. Aus Österreich stammt Macondo, das Spielfilmdebüt von Sudabeh Mortezai.
| Filmtitel (Verweistitel)      | Regie               | Land                                          | Darsteller (Auswahl)                                    |
| ----------------------------- | ------------------- | --------------------------------------------- | ------------------------------------------------------- |
| ’71                           | Yann Demange        | Großbritannien                                | Jack O’Connell, Sean Harris                             |
| Aimer, boire et chanter       | Alain Resnais       | Frankreich                                    | Sabine Azéma, Sandrine Kiberlain                        |
| Aloft                         | Claudia Llosa       | Spanien, Kanada, Frankreich                   | Jennifer Connelly, Cillian Murphy                       |
| Boyhood                       | Richard Linklater   | USA                                           | Patricia Arquette, Ethan Hawke                          |
| Chiisai Ouchi                 | Yōji Yamada         | Japan                                         | Takako Matsu, Haru Kuroki                               |
| Das dritte Ufer des Flusses   | Celina Murga        | Argentinien, Deutschland, Niederlande         | Alián Devetac, Daniel Veronese                          |
| Einer nach dem anderen        | Hans Petter Moland  | Norwegen, Schweden, Dänemark                  | Stellan Skarsgård, Bruno Ganz                           |
| Feuerwerk am helllichten Tage | Diao Yinan          | Volksrepublik China, Hongkong                 | Liao Fan, Kwai Lun-Mei                                  |
| Die geliebten Schwestern      | Dominik Graf        | Deutschland, Österreich                       | Hannah Herzsprung, Florian Stetter, Henriette Confurius |
| Grand Budapest Hotel          | Wes Anderson        | Großbritannien, Deutschland                   | Ralph Fiennes, Tony Revolori                            |
| Historia del miedo            | Benjamín Naishtat   | Argentinien, Uruguay, Deutschland, Frankreich | Jonathan Da Rosa, César Bordón                          |
| Jack                          | Edward Berger       | Deutschland                                   | Ivo Pietzcker, Georg Arms                               |
| Kreuzweg                      | Dietrich Brüggemann | Deutschland, Frankreich                       | Lea van Acken, Franziska Weisz                          |
| Macondo                       | Sudabeh Mortezai    | Österreich                                    | Ramasan Minkailov, Aslan Elbiev                         |
| Praia do Futuro               | Karim Aïnouz        | Brasilien, Deutschland                        | Wagner Moura, Clemens Schick                            |
| Stratos - The Storm Inside    | Yannis Economides   | Griechenland, Deutschland, Zypern             | Vangelis Mourikis, Vicky Papadopoulou                   |
| Tui Na                        | Lou Ye              | Volksrepublik China, Frankreich               | Guo Xiaodong, Qin Hao                                   |
| La voie de l’ennemi           | Rachid Bouchareb    | Frankreich, Algerien, USA, Belgien            | Forest Whitaker, Harvey Keitel                          |
| Wu ren qu                     | Ning Hao            | Volksrepublik China                           | Xu Zheng, Yu Nan                                        |
| Zwischen Welten               | Feo Aladağ          | Deutschland                                   | Ronald Zehrfeld, Mohsin Ahmady                          |

##### Außer Konkurrenz
- Monuments Men – Ungewöhnliche Helden (The Monuments Men) – Regie: George Clooney (USA)
- Nymphomaniac Volume I (Long Version) – Regie: Lars von Trier (Dänemark, Deutschland, Frankreich)
- Die Schöne und das Biest (La belle et la bête) – Regie: Christophe Gans (Frankreich, Deutschland)

### Berlinale Shorts
In der Reihe Berlinale Shorts werden Spiel-, Dokumentar-, Experimental- und Animationsfilme mit einer Maximallänge von 30 Minuten gezeigt. Internationale Beiträge dürfen vor der Berlinale-Aufführung noch nicht außerhalb ihres Entstehungslandes gezeigt worden sein; deutsche Beiträge müssen Weltpremieren sein. Die Internationale Kurzfilmjury bestand aus dem indonesischen Regisseur Edwin, Kurator Nuno Rodrigues aus Portugal sowie Kuratorin und Direktorin Christine Tohme aus dem Libanon. Im Rahmen der Reihe Berlinale Shorts liefen 2014 insgesamt 25 Beiträge. Neben dem Goldenen Bären für den besten Kurzfilm und dem Silbernen Bären vergab die Jury auch die Nominierung für den Europäischen Kurzfilmpreis sowie den DAAD-Kurzfilmpreis.
Die Beiträge des Kurzfilmwettbewerbs waren:
- Afronauts – Regie: Frances Bodomo (USA)
- As Rosas Brancas – Regie: Diogo Costa Amarante (USA / Portugal)
- Birds – Regie: Ulu Braun (Deutschland)
- darkroom – Regie: Billy Roisz (Österreich)
- Do serca Twego – Regie: Ewa Borysewicz (Polen)
- Im Tekhayekh, Ha’Olam Yekhayekh Elekha – Regie: Ehab Tarabieh, Yoav Gross, Familie al-Haddad (Israel / Palästinensische Autonomiegebiete)
- Kamakura – Regie: Yoriko Mizushiri (Japan)
- Laborat – Regie: Guillaume Cailleau (Deutschland)
- La Casona – Regie: Juliette Touin (Kuba)
- Marc Jacobs – Regie: Sam de Jong (Niederlande)
- Om Amira – Regie: Naji Ismail (Ägypten / Deutschland)
- Optical Sound – Regie: Elke Groen, Christian Neubacher (Österreich)
- Person to Person – Regie: Dustin Guy Defa (USA)
- Das Boot (Raconte-moi des salades) – Regie: Olias Barco (Belgien / Frankreich)
- Sky Lines – Regie: Nadine Poulain (Serbien)
- Solo te puedo mostrar el color – Regie: Fernando Vílchez Rodríguez (Peru)
- Symphony no.42 – Regie: Réka Bucsi (Ungarn)
- Tant qu’il nous reste des fusils à pompe – Regie: Caroline Poggi, Jonathan Vinel (Frankreich)
- Taprobana – Regie: Gabriel Abrantes (Portugal / Sri Lanka / Dänemark)
- Three Stones for Jean Genet – Regie: Frieder Schlaich (Deutschland)
- Noahs Sintflut (Unogumbe) – Regie: Mark Dornford-May (Südafrika)
- Un Paraíso – Regie: Jayisha Patel (Kuba)
- Washingtonia – Regie: Konstantina Kotzamani (Griechenland)
- Wonder – Regie: Mirai Mizue (Frankreich / Japan)
- Xenos – Regie: Mahdi Fleifel (Großbritannien / Dänemark)

### Berlinale Special
- Afternoon of a Faun: Tanaquil Le Clercq – Regie: Nancy Buirski (USA)
- A Long Way Down – Regie: Pascal Chaumeil (Großbritannien / Deutschland)
- American Hustle – Regie: David O. Russell (USA)
- Baal – Regie: Volker Schlöndorff (Deutschland)
- Das Leben der Bohème (The Bohemian Life) – Regie: Aki Kaurismäki (Finnland / Frankreich)
- Capote – Regie: Bennett Miller (USA)
- Kathedralen der Kultur – Regie: Wim Wenders, Michael Glawogger, Michael Madsen, Robert Redford, Margreth Olin, Karim Aïnouz (Deutschland / Dänemark / Österreich / Norwegen)
- César Chávez – Regie: Diego Luna (USA)
- Dans la cour – Regie: Pierre Salvadori (Frankreich)
- Das finstere Tal – Regie: Andreas Prochaska (Österreich / Deutschland)
- Diplomatie – Regie: Volker Schlöndorff (Frankreich / Deutschland)
- Edward Snowden – Das Interview – Regie: Hubert Seipel (Deutschland)
- En du elsker – Regie: Pernille Fischer Christensen (Dänemark / Schweden)
- House of Cards – 2. Staffel, Folgen 1 (Kapitel 14) und 2 (Kapitel 15) – Regie: Carl Franklin (USA)
- Der Hundertjährige, der aus dem Fenster stieg und verschwand (Hundraåringen som klev ut genom fönstret och försvann) – Regie: Felix Herngren (Schweden)
- Night will fall – Hitchcocks Lehrfilm für die Deutschen (Night Will Fall) – Regie: André Singer (Großbritannien / USA / Israel)
- The Galapagos Affair: Satan Came to Eden – Regie: Dayna Goldfine, Dan Geller (USA)
- The Turning – Regie: M. Walsh, W. Thornton, J. Clerc, R. Connolly, A. Lucas, R. Graham, A. Page, T. Ayres, C. McCarthy, S. Page, S. Gladwell, M. Wasikowska, S. Stone, D. Wenham, J. auf der Heide, J. Kurzel, Y. Lifschitz, I. Meadows (Australien)
- The Unknown Known – Regie: Errol Morris (USA)
- Untitled New York Review of Books Documentary (work in progress) – Regie: Martin Scorsese, David Tedeschi (USA)
- Watermark – Regie: Jennifer Baichwal, Edward Burtynsky (Kanada)
- We Come as Friends – Regie: Hubert Sauper (Frankreich / Österreich)
- Die zwei Gesichter des Januars (The Two Faces of January) – Regie: Hossein Amini (Großbritannien / USA / Frankreich)

### Panorama

#### Panorama Hauptprogramm
- Asabani Nistam! (I’m not Angry!) – Regie: Reza Dormishian (Iran)
- Bai Mi Zha Dan Ke (The Rice Bomber) – Regie: Cho Li (Taiwan)
- Bing Du (Ice Poison) – Regie: Midi Z (Taiwan, Myanmar)
- Blind – Regie: Eskil Vogt (Norwegen, Niederlande)
- Fieber (Fever) – Regie: Elfi Mikesch (Luxemburg, Österreich)
- Güeros – Regie: Alonso Ruizpalacios (Mexiko)
- Heute gehe ich allein nach Hause (Hoje eu quero voltar sozinho) – Regie: Daniel Ribeiro (Brasilien)
- Iejiy (Homeland) – Regie: Nao Kubota (Japan)
- Na kathese ke na kitas (Standing Aside, Watching) – Regie: Yorgos Servetas (Griechenland)
- Nuoc (2030) – Regie: Nguyen-Vo Nghiem-Minh (Vietnam)
- O Homem das Multidões (The Man of the Crowd) – Regie: Marcelo Gomes, Cao Guimarães (Brasilien)
- Papilio Buddha – Regie: Jayan Cherian (Indien, USA)
- Patardzlebi (Brides) – Regie: Tinatin Qadschrischwili (Georgien, Frankreich)
- Quick Change – Regie: Eduardo Roy, Jr. (Philippinen)
- Test – Regie: Chris Mason Johnson (USA)
- Through A Lens Darkly: Black Photographers and the Emergence of a People – Regie: Thomas Allen Harris (USA)
- Unfriend – Regie: Joselito Altarejos (Philippinen)
- Ya Gan Bi Haeng (Night Flight) – Regie: LeeSong Hee-il (Südkorea)
- YE (The Night) – Regie: Zhou Hao (China)

Als Vorfilm von Fieber lief der Kurz-Dokumentarfilm Mario Wirz von Rosa von Praunheim.

#### Panorama Spezial
- Am Sonntag bist du tot (Calvary) – Regie: John Michael McDonagh (Irland, Großbritannien)
- Arrête ou je continue (If You Don’t, I Will) – Regie: Sophie Fillières (Frankreich)
- The Better Angels – Regie: A. J. Edwards (USA)
- Difret – Regie: Zeresenay Berhane Mehari (Äthiopien)
- Highway – Regie: Imtiaz Ali (Indien)
- In Grazia di Dio (Quiet Bliss) – Regie: Edoardo Winspeare (Italien)
- Kuzu (The Lamb) – Regie: Kutluğ Ataman (Türkei, Deutschland)
- Liebe geht seltsame Wege (Love Is Strange) – Regie: Ira Sachs (USA)
- The Midnight After – Regie: Fruit Chan (Hongkong, China)
- Mo Jing (That Demon Within) – Regie: Dante Lam (Hongkong, China)
- Risse im Beton – Regie: Umut Dağ (Österreich)
- Stereo – Regie: Maximilian Erlenwein (Deutschland)
- Things People Do – Regie: Saar Klein (USA)
- Triptyque (Triptych) – Regie: Robert Lepage, Pedro Pires (Kanada)
- Über-Ich und Du (Superegos) – Regie: Benjamin Heisenberg (Deutschland, Schweiz, Österreich)
- Viharsarok (Land of Storms) – Regie: Ádám Császi (Ungarn, Deutschland)
- Xi You (Journey to the West) – Regie: Tsai Ming-liang (Frankreich, Taiwan)
- Yves Saint Laurent – Regie: Jalil Lespert (Frankreich)

#### Panorama Dokumente
- 20.000 Days on Earth – Regie: Iain Forsyth, Jane Pollard (Großbritannien)
- Anderson – Regie: Annekatrin Hendel (Deutschland)
- Another World – Regie: Rebecca Chaiklin, Fisher Stevens (USA)
- Der Anständige – Regie: Vanessa Lapa (Israel, Österreich, Deutschland)
- Concerning Violence – Regie: Göran Hugo Olsson (Schweden, USA, Dänemark)
- The Dog – Regie: Frank Keraudren, Allison Berg (USA)
- Felice chi è diverso (Happy to Be Different) – Regie: Gianni Amelio (Italien)
- Finding Vivian Maier – Regie: John Maloof, Charlie Siskel (USA)
- Fucking Different XXY (Deutschland)
- Is the Man Who is Tall Happy? – Regie: Michel Gondry (Frankreich)
- Der Kreis – Regie: Stefan Haupt (Schweiz)
- Last Hijack – Regie: Tommy Pallotta, Femke Wolting (Niederlande, Deutschland, Irland, Belgien)
- Meine Mutter, ein Krieg und ich – Regie: Tamara Trampe, Johann Feindt (Deutschland)
- Natural Resistance – Regie: Jonathan Nossiter (Italien, Frankreich)
- Vulva 3.0 – Regie: Claudia Richarz, Ulrike Zimmermann (Deutschland)

### Forum
Die Reihe Forum fand 2014 zum 44. Mal statt und präsentierte u. a. folgende Filme:
- The Airstrip – Aufbruch der Moderne, Teil III – Regie: Heinz Emigholz (Deutschland)
- Al doilea joc (The Second Game) – Regie: Corneliu Porumboiu (Rumänien)
- Le beau danger – Regie: René Frölke (Deutschland)
- Butter on the Latch – Regie: Josephine Decker (USA)
- Casse (Scrap Yard) – Regie: Nadège Trebal (Frankreich)
- Castanha – Regie: Davi Pretto (Brasilien)
- Cheol-ae-kum (A Dream of Iron) – Regie: Kelvin Kyung Kun Park (Republik Korea, USA)
- Chilla (40 Days of Silence) – Regie: Saodat Ismailova (Usbekistan, Tadschikistan, Niederlande, Frankreich, Deutschland)
- The Darkside – Regie: Warwick Thornton (Australien)
- L’enlèvement de Michel Houellebecq (The Kidnapping of Michel Houellebecq) – Regie: Guillaume Nicloux (Frankreich)
- Forma – Regie: Ayumi Sakamoto (Japan)
- Free Range – Ballaad maailma heakskiitmisest (Free Range) – Regie: Veiko Õunpuu (Estland)
- Das große Museum – Regie: Johannes Holzhausen (Österreich)
- The Guests – Regie: Ken Jacobs (USA)
- Gui ri zi (Shadow Days) – Regie: Zhao Dayong (Volksrepublik China)
- Huba (Parasite) – Regie: Anka Sasnal, Wilhelm Sasnal (Polen, Großbritannien)
- Ich will mich nicht künstlich aufregen – Regie: Max Linz (Deutschland)
- Iranien (Iranian) – Regie: Mehran Tamadon (Frankreich, Schweiz)
- Kumiko, the Treasure Hunter – Regie: David Zellner (USA)
- Kumun tadı (Seaburners) – Regie: Melisa Önel (Türkei)
- Lajwanti (The Honour Keeper) – Regie: Pushpendra Singh (Indien)
- Los Ángeles – Regie: Damian John Harper (Mexiko, Deutschland)
- La marche à suivre (Guidelines) – Regie: Jean-François Caissy (Kanada)
- N – The Madness of Reason – Regie: Peter Krüger (Belgien, Deutschland, Niederlande)
- Nagima – Regie: Zhanna Issabayeva (Kasachstan)
- Non-fiction Diary – Regie: Jung Yoon-suk (Republik Korea)
- Pădurea e ca muntele, vezi? (The Forest is Like the Mountains) – Regie: Christiane Schmidt, Didier Guillain (Rumänien, Deutschland)
- Que ta joie demeure (Joy of Man’s Desiring) – Regie: Denis Côté (Kanada)
- Shemtkhveviti paemnebi (Blind Dates) – Regie: Lewan Koghuaschwili (Georgien)
- She’s Lost Control – Regie: Anja Marquardt (USA)
- Ship bun (10 Minutes) – Regie: Lee Yong-seung (Republik Korea)
- Souvenir – Regie: André Siegers (Deutschland)
- Snowpiercer – Regie: Bong Joon-ho (Südkorea)
- Sto spiti (At Home) – Regie: Athanasios Karanikolas (Griechenland, Deutschland)
- Thou Wast Mild and Lovely – Regie: Josephine Decker (USA)
- To Singapore, with Love – Regie: Tan Pin Pin (Singapur)
- Töchter – Regie: Maria Speth (Deutschland)
- Top Girl oder la déformation professionnelle – Regie: Tatjana Turanskyj (Deutschland)
- Und in der Mitte, da sind wir – Regie: Sebastian Brameshuber (Österreich)
- Zamatoví teroristi (Velvet Terrorists) – Regie: Pavol Pekarčík, Ivan Ostrochovský und Peter Kerekes (Slowakische Republik, Tschechische Republik, Kroatien)

Die parallel laufende Reihe Forum Expanded präsentierte 52 Arbeiten aus 20 Ländern.

### Perspektive Deutsches Kino
- Amma & Appa – Regie: Franziska Schönenberger, Jayakrishnan Subramanian
- Anderswo – Regie: Ester Amrami
- Bosteri unterm Rad – Regie: Levin Hübner
- Der Samurai – Regie: Till Kleinert
- Die Unschuldigen – Regie: Oskar Sulowski
- Das blaue Auto (El carro azul) – Regie: Valerie Heine
- Flowers of Freedom – Regie: Mirjam Leuze
- Hüter meines Bruders – Regie: Maximilian Leo
- Lamento – Regie: Jöns Jönsson
- Love Steaks – Regie: Jakob Lass
- nebel – Regie: Nicole Vögele
- Neuland – Regie: Anna Thommen (Schweiz)
- Raumfahrer – Regie: Georg Nonnenmacher
- Szenario – Regie: Philip Widmann, Karsten Krause
- Tape 13 – Regie: Axel Stein
- Zeit der Kannibalen – Regie: Johannes Naber

### Generation
- 3 Histoires d’Indiens – Regie: Robert Morin (Kanada)
- 52 Tuesdays – Regie: Sophie Hyde (Australien)
- Above Us All – Regie: Eugenie Jansen (Niederlande / Belgien)
- Agri ve Dag – Regie: Hasan Serin (Türkei)
- ärtico – Regie: Gabri Velázquez (Spanien)
- Atlántida – Regie: Inés María Barrionuevo (Argentinien / Frankreich)
- Johan und der Federkönig (Beyond Beyond) – Regie: Esben Toft Jacobsen (Schweden / Dänemark)
- Ciencias Naturales – Regie: Matías Lucchesi (Argentinien / Frankreich)
- Cowboys Janken Ook – Regie: Mees Peijnenburg (Niederlande)
- Einstein and Einstein – Regie: Cao Baoping (Volksrepublik China)
- el – Regie: Roland Ferge (Ungarn)
- Eleven – Regie: Abigail Greenwood (Neuseeland)
- Michel & Ida aus Lönneberga (Emil & Ida i Lönneberga) – Regie: Per Åhlin, Alicja Jaworski Björk, Lasse Persson (Schweden)
- Emo (the musical) – Regie: Neil Triffett (Australien)
- Eu nao digo adeus, digo até logo – Regie: Giuliana Monteiro (Brasilien)
- Exchange & Mart – Regie: Cara Connolly, Martin Clark (Großbritannien)
- Feriado – Regie: Diego Araujo (Argentinien / Ecuador)
- Finn – Regie: Frans Weisz (Niederlande / Belgien)
- Galore – Regie: Rhys Graham (Australien)
- God Help the Girl – Regie: Stuart Murdoch (Großbritannien)
- Hijos de la tierra – Regie: Diego Sarmiento (Peru)
- Hitono Nozomino Yorokobiyo – Regie: Masakazu Sugita (Japan)
- iBhokhwe – Regie: John Trengove (Südafrika)
- Il Sud è Niente – Regie: Fabio Mollo (Italien / Frankreich)
- Jack und das Kuckucksuhrherz (Jack et la mécanique du cœur) – Regie: Mathias Malzieu, Stéphane Berla (Frankreich)
- Kalle Kran – Regie: Johan Hagelbäck (Schweden)
- Killa – Regie: Avinash Arun (Indien)
- Loulou, l’incroyable secret – Regie: Grégoire Solotareff, Éric Omond (Frankreich)
- Luna Vieja – Regie: Raisa Bonnet (Puerto Rico)
- Mavi Dalga – Regie: Zeynep Dadak, Merve Kayan (Türkei / Deutschland / Niederlande / Griechenland)
- MGP Missionen – Regie: Martin Miehe-Renard (Dänemark)
- Mitten in der Winternacht (Midden in de Winternacht) – Regie: Lourens Blok (Niederlande / Schweden / Belgien)
- Mike – Regie: Petros Silvestros (Großbritannien)
- Min vän Lage – Regie: Eva Lindström (Schweden / Dänemark)
- Moy lichniy los’ – Regie: Leonid Shmelkov (Russische Föderation)
- Nain Géant – Regie: Fabienne Giezendanner (Schweiz / Frankreich)
- Obietnica – Regie: Anna Kazejak (Polen / Dänemark)
- Ömheten – Regie: Sofia Norlin (Schweden)
- Out of This World – Regie: Viktor Nordenskiöld (Schweden)
- Pigs – Regie: Laura Mohai (USA / Singapur / Malaysia)
- Proavlio – Regie: Rinio Dragasaki (Griechenland)
- Rangzen – Regie: Gaurav Saxena (Indien)
- rhizome – Regie: Masahiro Ohsuka (Japan)
- Sartulis – Regie: Dace Riduze (Lettland)
- Seagulls – Regie: Martin Smith (Großbritannien)
- Sepatu Baru – Regie: Aditya Ahmad (Indonesien)
- Snowblind – Regie: Sean Kruck (Australien)
- Soliton – Regie: Isamu Hirabayashi (Japan)
- Somos Mari Pepa – Regie: Samuel Kishi Leopo (Mexiko)
- Søn – Regie: Kristoffer Kiørboe (Dänemark)
- Sprout – Regie: Ga-eun Yoon (Republik Korea)
- Supernova – Regie: Tamar van den Dop (Niederlande / Deutschland / Belgien)
- Tante Hilda! – Regie: Jacques-Rémy Girerd, Benoît Chieux (Frankreich / Luxemburg)
- The Dam Keeper – Regie: Robert Kondo, Dice Tsutsumi (USA)
- Tits – Regie: Alex Winckler (Großbritannien)
- Vasa – Regie: Janis Cimmermanis (Lettland)
- Vetrarmorgun – Regie: Sakaris Stórá (Färöer)
- Violet – Regie: Bas Devos (Belgien / Niederlande)
- Folge meiner Stimme – Regie: Hüseyin Karabey (Türkei / Deutschland / Frankreich)
- What We Do in the Shadows – Regie: Taika Waititi, Jemaine Clement (Neuseeland / USA)

### Retrospektive, Berlinale Classics und Hommage

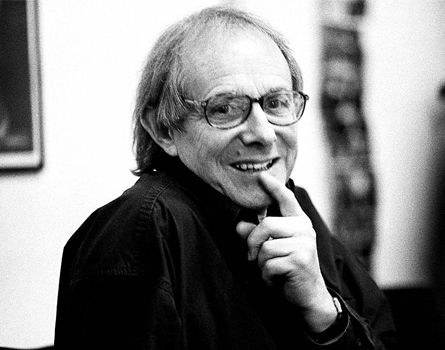
Ken Loach, Preisträger des Goldenen Ehrenbären für sein Lebenswerk

Seit 1977 werden in Zusammenarbeit mit der Deutschen Kinemathek filmhistorische Retrospektiven auf der Berlinale veranstaltet. Im Jahr 2014 widmete sich die Retrospektive dem Thema Aesthetics of Shadow – Lighting Styles 1915–1950 der Beleuchtung im Film. Als ältestes Werk wurde dabei Cecil B. DeMilles The Cheat aus dem Jahr 1915 gezeigt. Nach 2013 fand auch 2014 die Reihe Berlinale Classics im Rahmen des Retrospektive-Programms statt. Gezeigt wurden restaurierte Klassiker, darunter … denn sie wissen nicht, was sie tun sowie die digital restaurierte Fassung von Das Cabinet des Dr. Caligari.
Eine Werkschau („Hommage“) widmete sich dem Schaffen des britischen Filmemachers Ken Loach, der den Ehrenbären der Berlinale 2014 erhielt. Gezeigt wurden zehn Werke von Loach.

## Weitere Veranstaltungen
Die European Film Promotion präsentierte je fünf weibliche und männliche Jungschauspieler aus Europa als Shooting Stars. Unter den Ausgezeichneten war die Deutsche Maria Dragus.

## Preisträger
Internationaler Wettbewerb
- Goldener Bär: Feuerwerk am helllichten Tage von Diao Yinan
- Silberner Bär – Großer Preis der Jury: Grand Budapest Hotel von Wes Anderson
- Silberner Bär – Beste Regie: Richard Linklater (Boyhood)
- Silberner Bär – Beste Darstellerin: Haru Kuroki (Chiisai Ouchi)
- Silberner Bär – Bester Darsteller: Liao Fan (Feuerwerk am helllichten Tage)
- Silberner Bär – Herausragende künstlerische Leistung: Zeng Jian (Kameraarbeit in Tui Na)
- Silberner Bär – Bestes Drehbuch: Dietrich Brüggemann und Anna Brüggemann (Kreuzweg)
- Alfred-Bauer-Preis: Aimer, boire et chanter von Alain Resnais

Erstlingsfilm
- Bester Erstlingsfilm: Güeros von Alonso Ruizpalacios

Kurzfilmwettbewerb
- Goldener Bär: Tant qu’il nous reste des fusils à pompe von Caroline Poggi und Jonathan Vinel
- Silberner Bär – Preis der Jury: LABORAT von Guillaume Cailleau
- Berlin Short Film Nominee for the European Film Awards 2014: Taprobana von Gabriel Abrantes
- DAAD Kurzfilmpreis 2014: Person to Person von Dustin Guy Defa

Perspektive Deutsches Kino
- DFJW-Preis – Dialogue en perspective: Anderswo von Ester Amrami

Ehrenpreise
- Goldener Ehrenbär: Ken Loach
- Berlinale Kamera: Karl Baumgartner